# Apia International Sydney 2016
33°51′18″ пд. ш. 151°4′20″ сх. д. / 33.85500° пд. ш. 151.07222° сх. д.
Apia International Sydney 2016 - чоловічий і жіночий тенісний турнір, що проходив на кортах з твердим покриттям. Це був 123-й за ліком турнір. Належав до Туру ATP 2016 і Туру WTA 2016. Відбувся в NSW Tennis Centre у Сіднеї (Австралія). Тривав з 10 до 16 січня 2016 року.

## Нарахування очок
| Дисципліна                 | П   | Ф   | ПФ  | ЧФ  | 1/8 | 1/16 | Q   | Q3  | Q2  | Q1  |
| Одиночний розряд, чоловіки | 250 | 150 | 90  | 45  | 20  | 0    | 12  | 6   | 0   | 0   |
| Парний розряд, чоловіки    | 250 | 150 | 90  | 45  | 0   | Н/Д  | Н/Д | Н/Д | Н/Д | Н/Д |
| Одиночний розряд, жінки    | 470 | 305 | 185 | 100 | 55  | 1    | 25  | 18  | 13  | 1   |
| Парний розряд, жінки       | 470 | 305 | 185 | 100 | 1   | Н/Д  | Н/Д | Н/Д | Н/Д | Н/Д |

## Призові гроші
| Дисципліна                 | П        | Ф       | ПФ      | ЧФ      | 1/8     | 1/161  | Q3     | Q2     | Q1   |
| Одиночний розряд, чоловіки | $72,000  | $37,900 | $20,545 | $11,705 | $6,900  | $4,085 | $1,840 | $920   | Н/Д  |
| Парний розряд, чоловіки*   | $21,850  | $11,500 | $6,230  | $3,570  | $2,090  | Н/Д    | Н/Д    | Н/Д    | Н/Д  |
| Одиночний розряд, жінки    | $128,800 | $68,585 | $36,600 | $19,660 | $10,540 | $5,750 | $3,010 | $1,600 | $885 |
| Парний розряд, жінки*      | $40,200  | $21,465 | $11,735 | $5,970  | $3,230  | Н/Д    | Н/Д    | Н/Д    | Н/Д  |

1Кваліфаєри отримують і призові гроші 1/16 фіналу.

*на пару

## Учасники чоловічих змагань

### Сіяні
| Країна    | Гравець              | Рейтинг1 | Посіяний |
| --------- | -------------------- | -------- | -------- |
| Австралія | Бернард Томіч        | 18       | 1        |
| Австрія   | Домінік Тім          | 20       | 2        |
| Сербія    | Віктор Троїцький     | 22       | 3        |
| Болгарія  | Григор Димитров      | 28       | 4        |
| Італія    | Андреас Сеппі        | 29       | 5        |
| Франція   | Жеремі Шарді         | 31       | 6        |
| Аргентина | Леонардо Маєр        | 35       | 7        |
| Україна   | Олександр Долгополов | 36       | 8        |

- 1 Рейтинг подано станом на 4 січня 2016

### Інші учасники
Нижче наведено учасників, які отримали вайлдкард на участь в основній сітці:
- Джеймс Дакворт
- Джон Міллман
- Джордан Томпсон

Нижче наведено гравців, які пробились в основну сітку через стадію кваліфікації:
- Михайло Кукушкін
- Ніколя Маю
- Maximilian Marterer
- Alexander Sarkissian

Як щасливий лузер в основну сітку потрапили такі гравці:
- Іньїго Сервантес

### Знялись з турніру
До початку турніру
- Янко Типсаревич → її замінила  Сімоне Болеллі
- Жульєн Беннето (травма пахвини) → її замінила  Іньїго Сервантес

### Під час турніру
- Мартін Кліжан (травма плеча)
- Домінік Тім (пухирі)
- Бернард Томіч

## Учасники основної сітки в парному розряді

### Сіяні
| Країна     | Гравець         | Країна  | Гравець       | Рейтинг1 | Сіяні |
| ---------- | --------------- | ------- | ------------- | -------- | ----- |
| Нідерланди | Жан-Жульєн Роєр | Румунія | Горія Текеу   | 5        | 1     |
| США        | Боб Браян       | США     | Майк Браян    | 9        | 2     |
| Бразилія   | Марсело Мело    | Канада  | Деніел Нестор | 19       | 3     |
| Індія      | Роган Бопанна   | Румунія | Флорін Мерджа | 20       | 4     |

- 1 Рейтинг подано станом на 4 січня 2016

### Інші учасники
Нижче наведено пари, які отримали вайлдкард на участь в основній сітці:
- Джеймс Дакворт /  Джон Міллман
- Matt Reid /  Джордан Томпсон

Наведені нижче пари отримали місце як заміна:
- Теймураз Габашвілі /  Михайло Кукушкін

### Знялись з турніру
До початку турніру
- Домінік Інглот (біль у череві)

## Учасниці

### Сіяні
| Країна    | Гравчиня             | Рейтинг1 | Посіяна |
| --------- | -------------------- | -------- | ------- |
| Румунія   | Сімона Халеп         | 2        | 1       |
| Польща    | Агнешка Радванська   | 5        | 2       |
| Чехія     | Петра Квітова        | 6        | 3       |
| Німеччина | Анджелік Кербер      | 10       | 4       |
| Чехія     | Кароліна Плішкова    | 11       | 5       |
| Швейцарія | Тімеа Бачинскі       | 12       | 6       |
| Іспанія   | Карла Суарес Наварро | 13       | 7       |
| Швейцарія | Белінда Бенчич       | 14       | 8       |

- 1 Рейтинг подано станом на 4 січня 2016.

### Інші учасниці
Нижче наведено учасниць, які отримали вайлдкард на участь в основній сітці:
- Ана Іванович
- Теммі Петтерсон
- Цветана Піронкова

Нижче наведено гравчинь, які пробились в основну сітку через стадію кваліфікації:
- Лара Арруабаррена
- Даніела Гантухова
- Міряна Лучич-Бароні
- Моніка Пуїг

Такі тенісистки потрапили в основну сітку як щасливі лузери:
- Полона Герцог
- Луціє Градецька
- Магдалена Рибарикова

### Знялись з турніру
До початку турніру
- Ірина-Камелія Бегу → її замінила  Коко Вандевей
- Дарія Гаврилова (травма м'язів черева) → її замінила  Магдалена Рибарикова
- Медісон Кіз → її замінила  Каролін Гарсія
- Петра Квітова (хворобу шлунково-кишкового тракту) → її замінила  Луціє Градецька
- Агнешка Радванська (травма лівої ноги) → її замінила  Полона Герцог
- Луціє Шафарова → її замінила  Леся Цуренко

Під час турніру
- Анджелік Кербер (хвороба шлунково-кишкового тракту)

### Завершили кар'єру
- Белінда Бенчич (шлунково-кишкова хвороба)

## Учасниці в парному розряді

### Сіяні
| Країна            | Гравчиня       | Країна            | Гравчиня            | Рейтинг1 | Сіяна |
| ----------------- | -------------- | ----------------- | ------------------- | -------- | ----- |
| Швейцарія         | Мартіна Хінгіс | Індія             | Саня Мірза          | 3        | 1     |
| Китайський Тайбей | Чжань Хаоцін   | Китайський Тайбей | Чжань Юнжань        | 19       | 2     |
| Франція           | Каролін Гарсія | Франція           | Крістіна Младенович | 23       | 3     |
| Угорщина          | Тімеа Бабош    | Словенія          | Катарина Среботнік  | 25       | 4     |

- 1 Рейтинг подано станом на 4 січня 2016.

### Знялись з турніру
До початку турніру
- Юлія Гергес (left abdominal muscle injury)

## Переможці

### Одиночний розряд, чоловіки
- Віктор Троїцький —  Григор Димитров 2–6, 6–1, 7–6(9–7)

### Одиночний розряд, жінки
- Світлана Кузнецова —  Моніка Пуїг, 6–0, 6–2.

### Парний розряд, чоловіки
- Джеймі Маррей /  Бруно Соарес —  Роган Бопанна /  Флорін Мерджа, 6–3, 7–6(8–6).

### Парний розряд, жінки
- Мартіна Хінгіс /  Саня Мірза —  Каролін Гарсія /  Крістіна Младенович, 1–6, 7–5, [10–5].